# Amtsgericht Bad Homburg v. d. Höhe

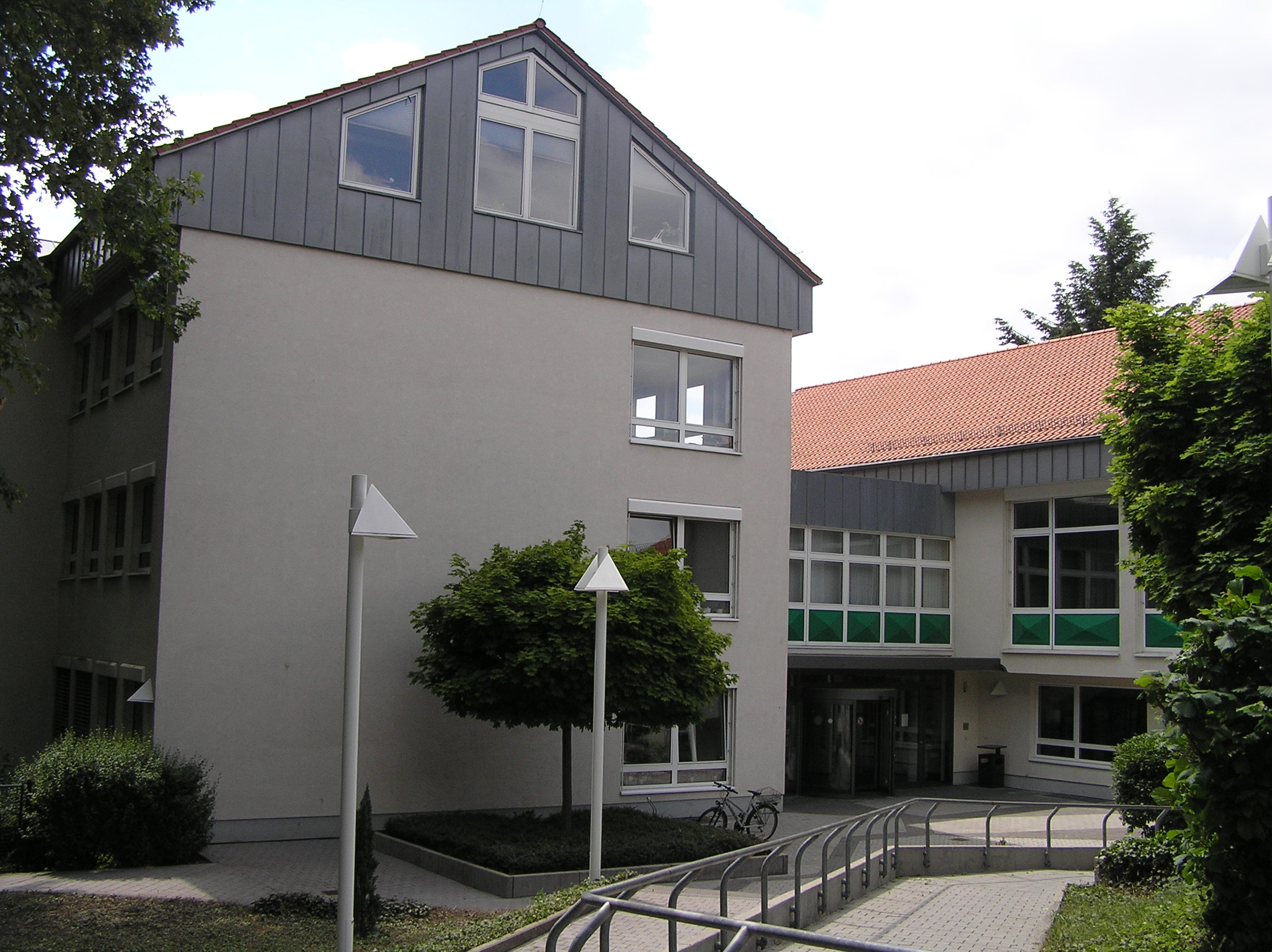
Amtsgericht Bad Homburg von vorne

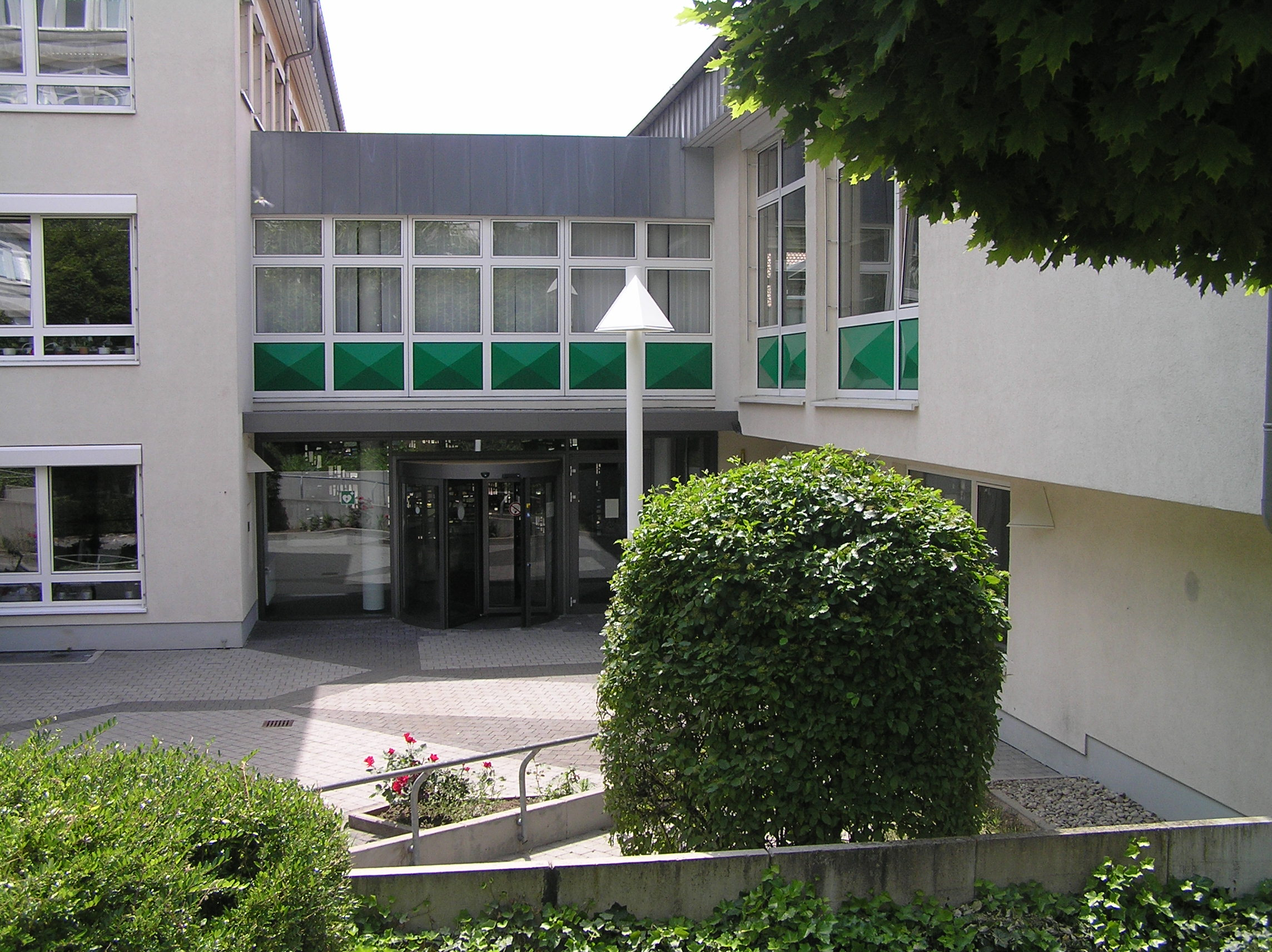
Amtsgericht Bad Homburg – Eingang

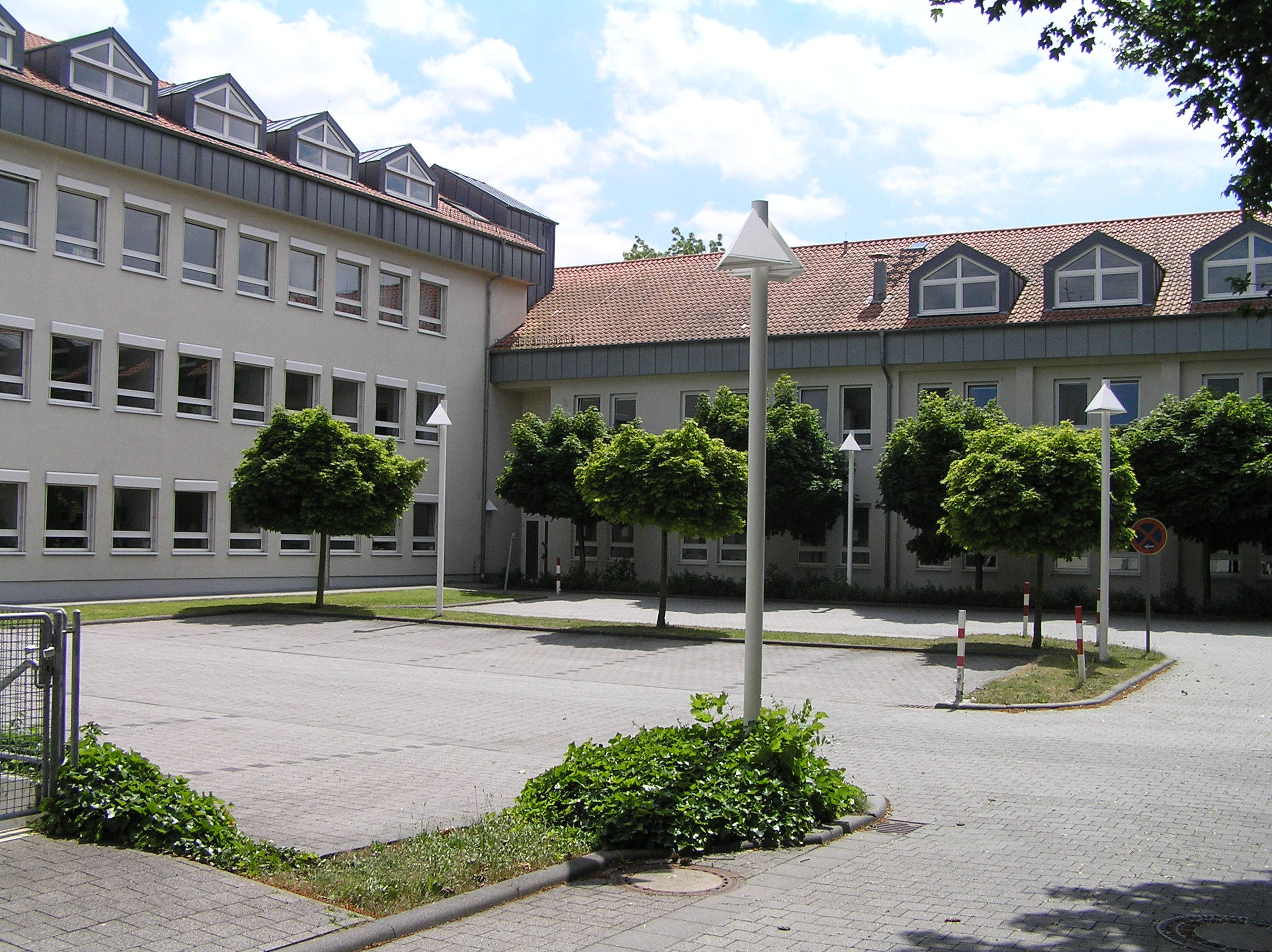
Amtsgericht Bad Homburg vom Hof

Das Amtsgericht Bad Homburg v. d. Höhe (AG Bad Homburg) ist ein deutsches Amtsgericht der ordentlichen Gerichtsbarkeit mit Sitz in Bad Homburg vor der Höhe – der Kreisstadt des Hochtaunuskreises. Das Amtsgericht befindet sich im Stadtteil Gonzenheim.

## Gerichtsbezirk und -sitz

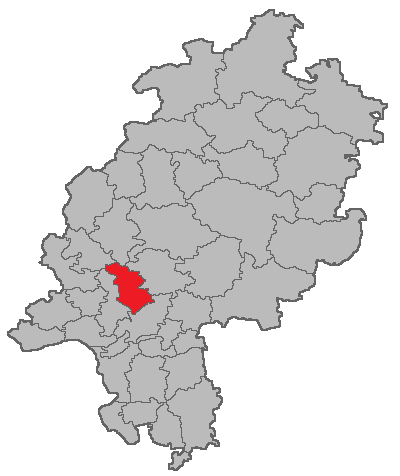
Lage des Amtsgerichtsbezirks Bad Homburg in Hessen

Der Gerichtsbezirk umfasst die Städte Bad Homburg vor der Höhe, Oberursel (Taunus), Steinbach (Taunus) und Friedrichsdorf. Mit der Auflösung des Amtsgerichtes Usingen zum 31. Dezember 2011 kamen die Städte Usingen und Neu-Anspach sowie die Gemeinden Grävenwiesbach und Wehrheim hinzu.
Die Adresse des Amtsgerichts ist: Auf der Steinkaut 10–12, 61352 Bad Homburg v.d.Höhe.

## Übergeordnete Gerichte
Übergeordnet ist das Landgericht Frankfurt am Main im Bezirk des Oberlandesgerichtes Frankfurt am Main.

## Geschichte
In der Landgrafschaft Hessen-Homburg waren Justiz und Verwaltung nicht getrennt. Als Gericht der ersten Instanz diente daher das Justizamt Homburg. Nach der Annexion durch Preußen wurde das hessen-homburgische Justizamt am 5. November 1866 in ein preußisches Justizamt umgewandelt. Gleichzeitig kamen zwei Gemeinden aus dem großherzoglich hessischen Landgericht Vilbel (Rödelheim und Niederursel) zum Gerichtsbezirk Homburg dazu. Am 1. September 1867 wurde das Gericht in ein Amtsgericht umgewandelt.
Die übergeordnete Instanz war zunächst das Kreisgericht Wiesbaden. Am 1. Oktober 1879 wird das Landgericht Frankfurt am Main zur übergeordneten Instanz. Gleichzeitig erweitert sich der Amtsgerichtsbezirk um 5 Gemeinden aus dem Amtsgerichtsbezirk Königstein.
In der Zeit des Nationalsozialismus wurde das Amtsgericht Usingen geschlossen und als Zweigstelle des Amtsgerichtes Bad Homburg fortgeführt. 1945 wurden 2 Gemeinden des AG Usingen an das Amtsgericht Wetzlar abgegeben und zum 1. Mai 1947 wurde das AG Usingen wieder selbstständig.

## Historisches Gebäude

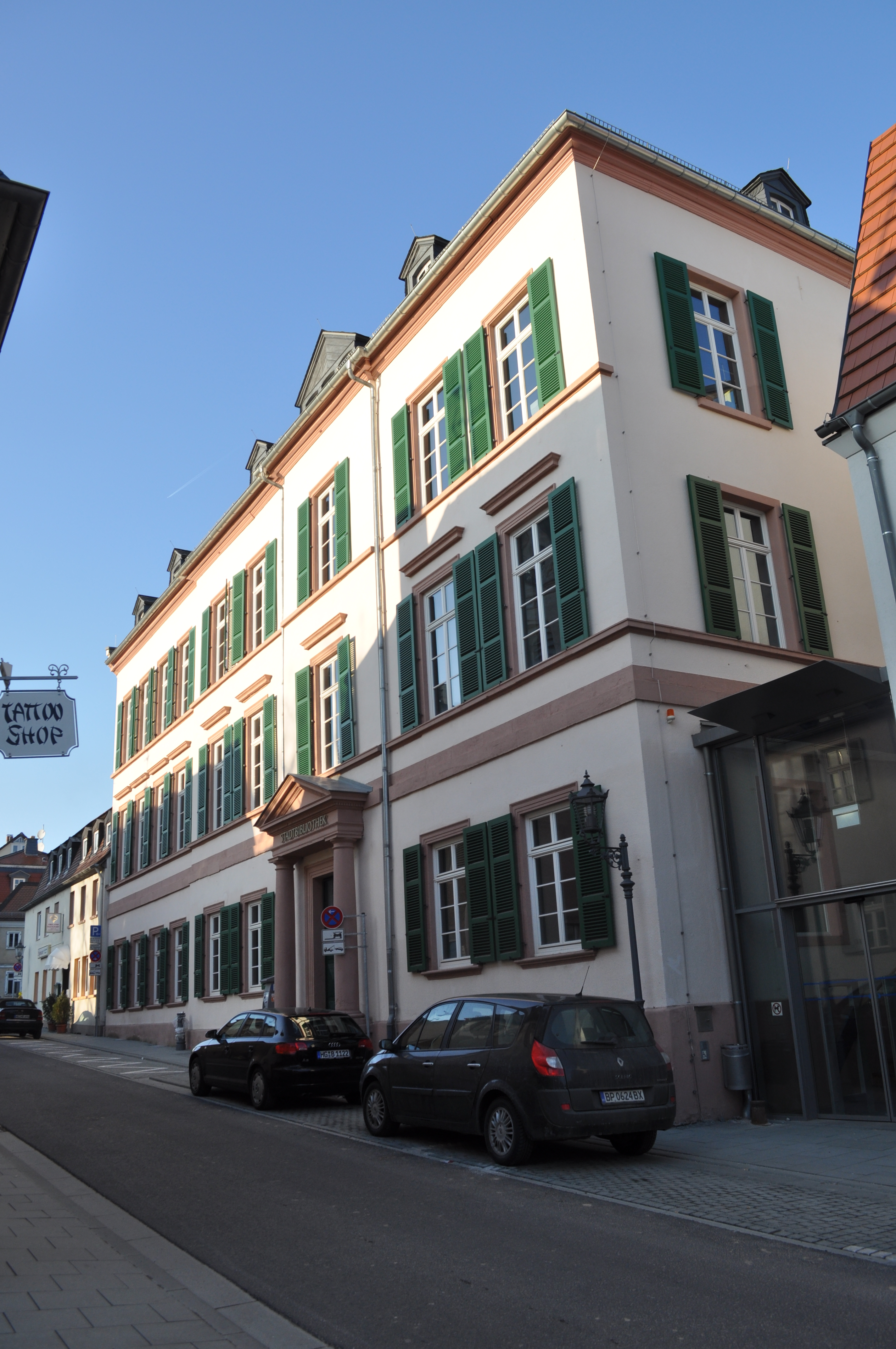
Ehemaliges Amtsgericht

Der ursprüngliche Sitz des Amtsgerichtes war in der Dorotheenstraße 20/22. Das Gebäude wurde um 1820 als Justizgebäude erbaut und bis 1965 als Amtsgericht genutzt. Das klassizistische, dreigeschossige, hell verputzte Gebäude mit Walmdach, das unter Denkmalschutz steht, wurde 1830 und 1901 umgebaut. Die ursprünglichen Pläne stammten von Johann Friedrich Christian Hess, beendet wurde das Gebäude um 1830 von Georg Moller. Beim Luftangriff am 8. März 1945 wurde das Gebäude im Zweiten Weltkrieg stark beschädigt, nach dem Krieg jedoch wieder aufgebaut.
Seit 1975 wird das Haus als Stadtbibliothek genutzt. Diese befand sich vorher im Haus Schulberg 1, der ebenfalls denkmalgeschützten ehemaligen Stadtschule (evangelische Schule) von 1738. Diese Räume waren für die Bestände der Stadtbibliothek zu klein geworden. Auch das Amtsgerichtsgebäude wurde im Laufe der Zeit zu klein. Am 28. Februar 2003 wurde daher ein Erweiterungsbau am alten Amtsgericht eingeweiht.

## Richter
- Ludwig Stumpff (Amtsassessor cum vote beim Justizamt Honburg ab 1858, Amtsrichter ab 1867, Oberamtsrichter ab 1868 und Amtsgerichtsrat ab 1879 bis 1894)